# David Matásek

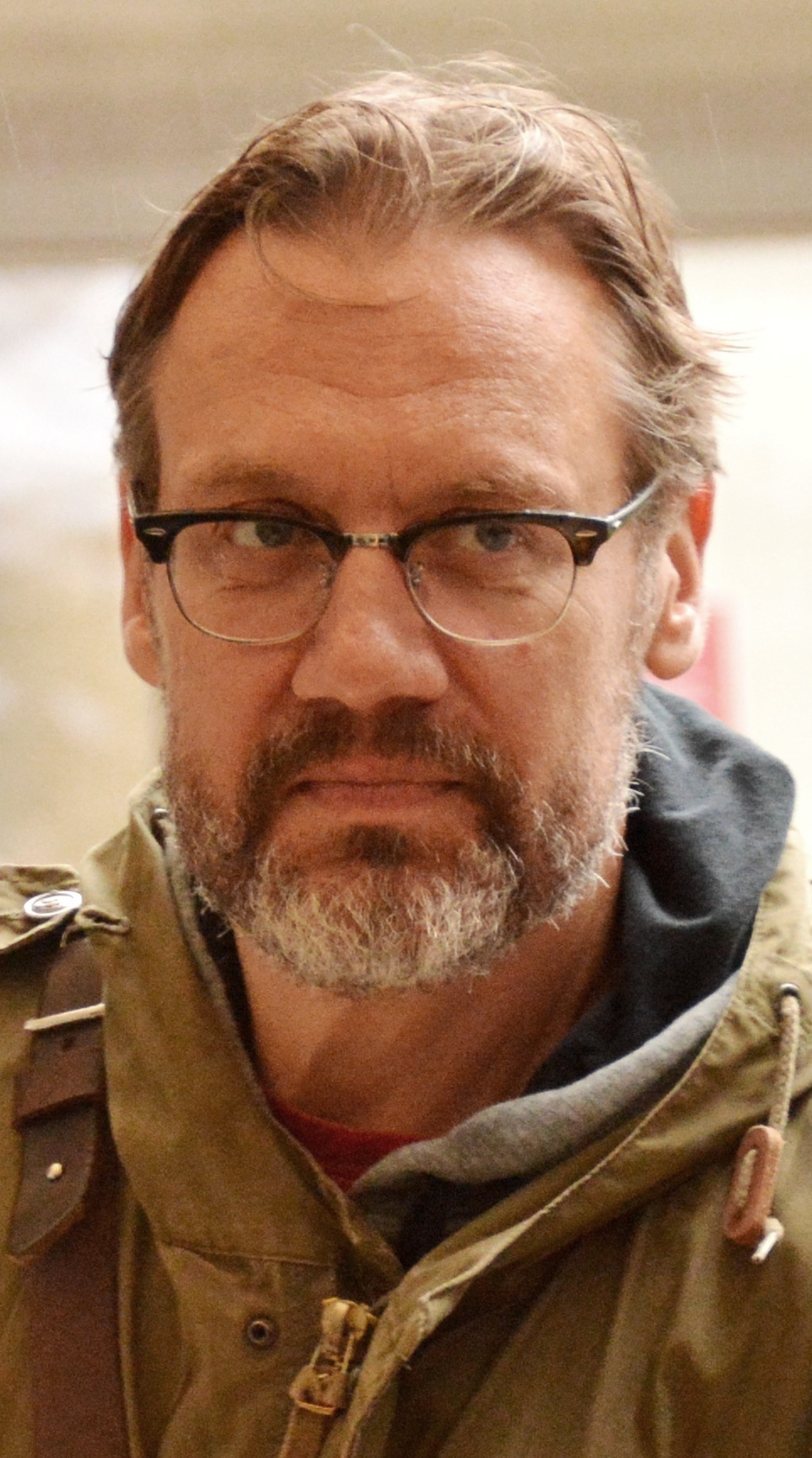
David Matásek im Jahr 2017

David Matásek (* 14. Februar 1963 in Prag, Tschechoslowakei) ist ein tschechischer Filmschauspieler und Musiker.

## Leben
Matásek wurde 1963 im Stadtteil Žižkov geboren. Sein Vater Petr Matásek war Bühnenbildner, seine Mutter Jana Matásková Grafikerin. Er hat zwei jüngere Geschwister. Er besuchte das Prager Konservatorium und schloss dort seine Schullaufbahn im Jahr 1984 ab.
1988 war er Mitbegründer der Musikgruppe Orlík, deren prominenteste Persönlichkeiten Daniel Landa und er waren. Die Gruppe war hauptsächlich für ihr Skinhead-Erscheinungsbild bekannt.
Sie veröffentlichten zwei Alben, von denen etwa 200.000 verkauft wurden. 1992 kündigten sie Berichten zufolge das Ende der Band an. Nach dem Auseinanderbrechen von Orlík arbeitete der Tscheche in der Gruppe Hagen Baden.
Von 1991 bis 1995 war er am Nationaltheater in Prag aktiv.
Er ist seit 2019 mit der Modebloggerin Eva Matásková verheiratet, zuvor war er bereits dreimal verheiratet. Mit ihr hat er einen Sohn namens Antonín.

## Filmografie (Auswahl)
- 1982: Wie die Welt um ihre Dichter kommt (Jak svět přichází o básníky)
- 1985: Wie Poeten ihre Illusion verlieren (Jak básníci přicházejí o iluze)
- 1986: Berühmte Räubergeschichten aus aller Welt (Slavné historky zbojnické)
- 1988: Wie Poeten das Leben genießen (Jak básníkům chutná život)
- 1989: Fabrik der Offiziere (Fernsehvierteiler)
- 1990: Unser tschechisches Liedchen (Ta naše písnička česká II)
- 1991: Täter unbekannt (Dobrodružství kriminalistiky, Fernsehserie, 1 Folge)
- 1993: Das Ende der Dichter in Böhmen (Konec básníků v Čechách)
- 2000: Einzelgänger (Samotári)
- 2005: Ulice (Fernsehserie, 1 Folge)
- 2009: Knights of Blood (Jménem krále)
- 2021: My pretty Woman (Jedině Tereza)